# Julio Blanco Alfonso
Pour les articles homonymes, voir Blanco et Alfonso.
Julio Ignacio Blanco Alfonso (La Havane, 18 septembre 1937 – ibid., 10 avril 2020) est un footballeur cubain, évoluant au poste de gardien de but. Il est considéré comme l’un des meilleurs à son poste dans l’histoire du football cubain.

## Biographie

### Carrière en club
D'origine galicienne – ses parents étant natifs d’Orense – Julio Blanco grandit à Puentes Grandes (en), quartier de La Havane, dont il joue pour le club de football (le Deportivo Puentes Grandes). Lors de la saison 1957-1958, à six journées de la fin, il rejoint le Deportivo Mordazo (en compagnie du défenseur Francisco Mondelo) et remporte le championnat en coiffant sur le fil le Deportivo San Francisco, favori pour le titre, ayant six points d’avance sur le Mordazo.
En octobre 1958, il participe avec son club à une tournée au Mexique et se distingue lors du match face à la sélection de la ville de Mexico (résultat 2-2) où ses nombreux arrêts sont salués par la presse mexicaine. En 1961, il part six mois en Espagne où il est contacté par l'Espanyol Barcelone mais décline l'offre et rentre à Cuba, toujours au Deportivo Mordazo.
Il termine sa carrière en 1967 en défendant les couleurs d'Industriales.

### Carrière en équipe nationale
En 1959, Julio Blanco intègre la première sélection de Cuba post-révolution lors des Jeux panaméricains de Chicago. Dirigé par Bernardo Llerandi – son entraîneur au Deportivo Mordazo – il y dispute notamment les matchs face aux représentants olympiques du Brésil - il encaisse deux buts sur coup franc du célèbre Gérson – et du Mexique. Il termine la compétition avec une blessure à la main droite lors de la rencontre face au Costa Rica et doit abandonner le terrain de jeu avant la mi-temps.
Il prend part aux Coupes CCCF de 1960 (La Havane) et 1961 (San José) en disputant quatre matchs au total,. Sa dernière apparition avec le maillot de Cuba a lieu à l'occasion des Jeux d'Amérique centrale et des Caraïbes de 1962, où il remplace Jorge Solís, lors de la rencontre opposant Cuba à la Jamaïque. Le score étant déjà de 5-1 en faveur des Reggae Boyz, il ne peut sauver son équipe d'une cuisante défaite (6-1).

### Décès
Âgé de 82 ans, Julio Blanco s'éteint dans la nuit du 10 avril 2020 à La Havane.

## Palmarès

### Joueur
- Deportivo Mordazo :
  - Champion de Cuba en 1958, 1959[réf. nécessaire] et 1961[réf. nécessaire].
- Industriales :
  - Champion de Cuba en 1963[réf. nécessaire] et 1964[réf. nécessaire].